# A Tragedy of Fashion, or the Scarlet Scissors
A Tragedy of Fashion, or the Scarlet Scissors, d. h. Eine Modetragödie oder die scharlachrote Schere, ist ein von Ernest Irving zur Musik Kaleidoscope (Op. 18) von Eugène Aynsley Goossens arrangiertes Ballett.

## Geschichte
Das Ballett wurde am 15. Juni 1926 in der Choreographie von Frederick Ashton im Lyric Theatre in London uraufgeführt. Ashton und Marie Rambert tanzten die Hauptrollen. Die BBC beschrieb dieses Debüt später als „einen entscheidenden Moment in der Geschichte des Balletts“, weil es der Startpunkt der Karrieren von Ashton und Rambert war.
Die Inspiration für dieses Ballett lieferte der tragische Selbstmord eines französischen Küchenmeisters des 17. Jahrhunderts, François Vatel. Vatel war 1671 für ein großes Bankett zu Ehren König Ludwigs XIV. verantwortlich und regte sich über die Verspätung bei einer Fischlieferung so auf, dass er sich selbst in ein Schwert stürzte. Im Ballett wird die Geschichte eines Couturiers dargestellt, der verzweifelt, weil seine Arbeit nicht geschätzt wird, und sich dann selbst mit einer Schere tötet. Der Stil des Balletts wurde von den anspruchsvollen Produktionen von Sergei Pawlowitsch Djagilew in den 1920er Jahren wie Les Biches beeinflusst. Es war die erste von Ashton choreographierte Aufführung, und sie wurde für die Revue „Riverside nights“ von Nigel Playfair und Ramberts Ehemann Ashley Dukes inszeniert. The Observer kommentierte:

“An engaging little ballet called ‘A Tragedy of Fashion: or The Scarlet Scissors’ which Mr. Eugene Goossens has set most suitably to music. Miss Marie Rambert, as an impudently vivacious mannequin, and Mr. Frederick Ashton as a distracted man modist, lead the dancing. It is as chic a trifle as Mr Playfair's modish establishment leads you to expect.”

„Ein fesselndes kleines Ballett namens ‚A Tragedy of Fashion: or The Scarlet Scissors‘, das Herr Eugene Goossens sehr geschickt komponiert hat. Fräulein Marie Rambert, als ein unverschämt lebhaftes Mannequin, und Herr Frederick Ashton, als zerstreuter Modeschöpfer, tanzen die Hauptrollen. Die beiden überzeugen durch die geschickte Leichtigkeit, die sich von Herrn Playfairs modischer Einrichtung erwarten lässt.“

Die Kostüme und das Bühnenbild wurden von Sophie Fedorovitch gestaltet, die anschließend mehr als zwanzig Jahre lang mit Ashton arbeitete, und die in seinen Worten „nicht nur meine beste Freundin, sondern meine größte künstlerische Mitarbeiterin und Beraterin“ wurde.
Die Geschichte wurde 2000 unter dem Titel Vatel verfilmt.
Im Jahr 2004 hat das Ballet Rambert das Stück als Teil der hundertsten Geburtstagsfeier Ashtons wiederaufgeführt, nach sechs Monaten Recherche neu interpretiert und neu gestaltet vom Choreographen Ian Spink. Die Kritik in The Guardian vergab vier Sterne und kommentierte:

“It is a witty and clever achievement but Spink and his superb collaborators have gone one better. They have imbued Tragedy with the quality that made Ashton irresistible – his charm.”

„Es ist nicht nur eine witzige und kluge Leistung, sondern Spink und seine hervorragenden Mitarbeiter haben noch eins draufgesetzt: Sie haben die Tragödie mit der Eigenschaft die Ashton unwiderstehlich macht durchdrungen – seinem Charme.“